# Magyar Nemzet
Magyar Nemzet (česky Maďarský národ) jsou hlavní maďarské noviny vydávané v Maďarsku, které se v roce 2021 stylizovaly jako „blízké současné maďarské vládě vedené Viktorem Orbánem“.

## Historie a profil
Magyar Nemzet, umírněně konzervativní deník, založil Sándor Pethő v roce 1938. V dubnu 2000 se list sloučil s dalším konzervativním deníkem Napi Magyarország.
Deník Magyar Nemzet je považován za součást konzervativních médií, jejichž vliv v zemi zesílil v roce 2010 a jehož redakční články často vystupují proti socialistickým a liberálním stranám, včetně Maďarské socialistické strany (MSZP) a Svazu svobodných demokratů (SZDSZ).
Deník vychází ve formátu broadsheet. Jeho hlavním konkurentem byl deník Népszabadság, bývalý deník komunistické strany, který většinou podporoval bývalou socialistickou vládu MSZP/SZDSZ. Redakce deníku Magyar Nemzet si často stěžuje na neobjektivitu čtenějšího Népszabadságu a na faktickou cenzuru ze strany bývalé vlády MSZP, která konzervativní noviny odřízla od finančních prostředků.

## Oběh
Náklad listu v lednu 1989 činil 132 tisíc výtisků, v lednu 1991 121 tisíc výtisků, v červenci 1992 70 tisíc výtisků, v březnu 1993 55 tisíc výtisků, v roce 1998 41 tisíc výtisků. V roce 2009 měl list náklad 64 209 výtisků, což z něj činilo pátý nejprodávanější deník v zemi. V letech 2005–2010 však list ztratil třetinu čtenářů. Ve stejném období klesla i návštěvnost jeho internetových stránek.

## Ukončení činnosti
V dubnu 2018 vydal vydavatel prohlášení, že poslední vydání deníku vyjde 11. dubna 2018 s odvoláním na finanční problémy. Internetová prezentace MNO.Hu nefungovala od dubna 2018 do února 2019.

## Znovuzaložení
Dne 6. února 2019 bylo vydávání deníku obnoveno jako nová verze novin Magyar Idők.